# Igor Gómez Maneiro
Igor Gómez Maneiro (San Sebastián, Guipúzcoa, 16 de diciembre de 1975) es un periodista y presentador español.

## Trayectoria profesional
Es licenciado en Comunicación audiovisual por la Facultad de Comunicación de la Universidad de Navarra (1993-1997).
Su carrera profesional comienza en RTVE en 1995, siendo becario en RNE San Sebastián. Al año siguiente gana el premio al mejor trabajo de investigación en el Congreso UNIV’95 en Roma, con la comunicación “El paro, un problema concreto, ¿soluciones concretas?” publicada en el libro “Il lavoro, inventare il futuro”. También es premiado por sus reportajes en Radio Nacional, en el décimo Concurso de trabajo de verano de la Universidad de Navarra. En 1996 presenta el magazine universitario Campus Abierto de TVE Navarra.
En julio de 1997 se incorpora al equipo de reporteros de Radio 5 en Madrid. Tres meses más tarde, en octubre, regresa a San Sebastián para formar parte de la redacción de RNE en esa localidad. Realiza labores de redactor, reportero de calle, entrevistas, locución y edición de informativos para Radio 1: 7 Días y El ojo crítico y Radio Exterior de España.
En enero de 2000 se incorpora a los Servicios Informativos de Televisión Española en Torrespaña como presentador del Canal 24 horas. Hasta 2004 es presentador del Telediario Internacional, de especiales informativos y espacios de entrevistas y es suplente de Jesús Álvarez y María Escario en los bloques de deportes del TD-1 y TD-2 respectivamente. Entre los veranos de 2001 y 2003 presentó con Letizia Ortiz la primera edición del Telediario de entre semana. Como locutor ha colaborado con algunos programas, como Informe semanal y Jara y sedal y desde 2003 a 2006 es el narrador de La noche temática en La 2. También ha puesto voz en ocasiones a promociones de RTVE.
Desde 2003 a 2006 es también profesor en cursos de portavoces para directivos de grandes compañías, como IKEA, ING, NortonLifeLock o Microsoft. Se encarga de formarlos, desde el estudio y análisis de mensajes corporativos hasta la puesta en escena y el modo de afrontar entrevistas en televisión.
Desde septiembre de 2004 a abril de 2006 es copresentador del Telediario Matinal de Televisión Española con Susana Roza y Salvador Martín Mateos en los deportes.
Desde abril de 2006 a mayo de 2012 es director de la Producción Ejecutiva de los Servicios Informativos del Grupo Empresarial de la Televisión de Murcia, que se encarga de poner en marcha, dirigiendo a un equipo de más de 100 profesionales. También presenta el informativo de las 20h30, especiales informativos o debates electorales. En junio de 2012, los informativos que el dirigía, recibieron el Premio Iris de la Academia de Televisión y de las Ciencias y Artes del Audiovisual de España al Mejor Informativo Autonómico 2011, por su programación especial con motivo de los terremotos de Lorca.
Desde noviembre de 2012 a noviembre de 2016 crea su propia consultoría Maneiro Media, de la que es director de producción audiovisual. La consultoría imparte cursos de comunicación en empresas del sector y de la producción audiovisual en cine y televisión.
Desde diciembre de 2014 a enero de 2016 compagina la dirección de su consultora, con la presentación del informativo vespertino de Canal Extremadura y del debate que le sucede.
Desde mayo de 2017 a mayo de 2018 es consultor asociado de la consultoría de comunicación Mejor dicho creada por Susana Roza, la que fuera compañera suya en el Telediario Matinal de Televisión Española. Su cometido en la consultoría es formar a las empresas de los sectores de salud, educación y empresa privada. Su labor en Mejor dicho la compagina con la de CEO de Market4NEWS, desde enero de 2017 a noviembre de 2018, agencia basada en periodismo móvil, que se encarga de poner en contacto a productores y compradores de noticias en todo el mundo, gestionando cualquier encargo de una cobertura informativa.
En noviembre de 2018 regresa a Televisión Española doce años después, en el Canal 24 horas, presentando con Ana Belén Roy La tarde en 24 horas, de lunes a viernes de 17h00 a 20h40 y entre 2018 y 2020 se encarga de sustituir a Marc Sala y Xabier Fortes en La noche en 24 horas.
Desde septiembre de 2020 a septiembre de 2021 copresenta con Mònica López La hora de La 1, el magazine matinal de las mañanas de Televisión Española, de lunes a viernes de 8h00 a 13h00. En el programa también suplía a la presentadora en sus ausencias, períodos festivos y vacacionales.
Desde septiembre de 2021 a enero de 2022 estuvo de baja laboral por problemas de salud, regresando el 31 de enero de 2022 presentando el previo y el post al debate de las Elecciones de Castilla y León de 2022 en La noche en 24 horas en el Canal 24 horas de TVE. Desde febrero hasta marzo de 2022 copresenta con Paula Sainz-Pardo y Desirée Ndjambo, La tarde en 24 horas en el Canal 24 horas de TVE, de lunes a viernes de 16h00 a 21h00.
Desde marzo de 2022 presenta las cuatro ediciones del Telediario Fin de semana de TVE junto a Lara Siscar y Marcos López en los deportes. Además, es presentador eventual de los Telediarios Primera y Segunda Edición cuando sus presentadores se ausentan.

## Vida personal
Hijo de Vicente Gómez Hurtado y Rosario Maneiro. Su abuelo paterno, Felipe Gómez, era el jefe de la estación de Lecumberri.